# Kostel svatého Jakuba Většího (Zbraslav)

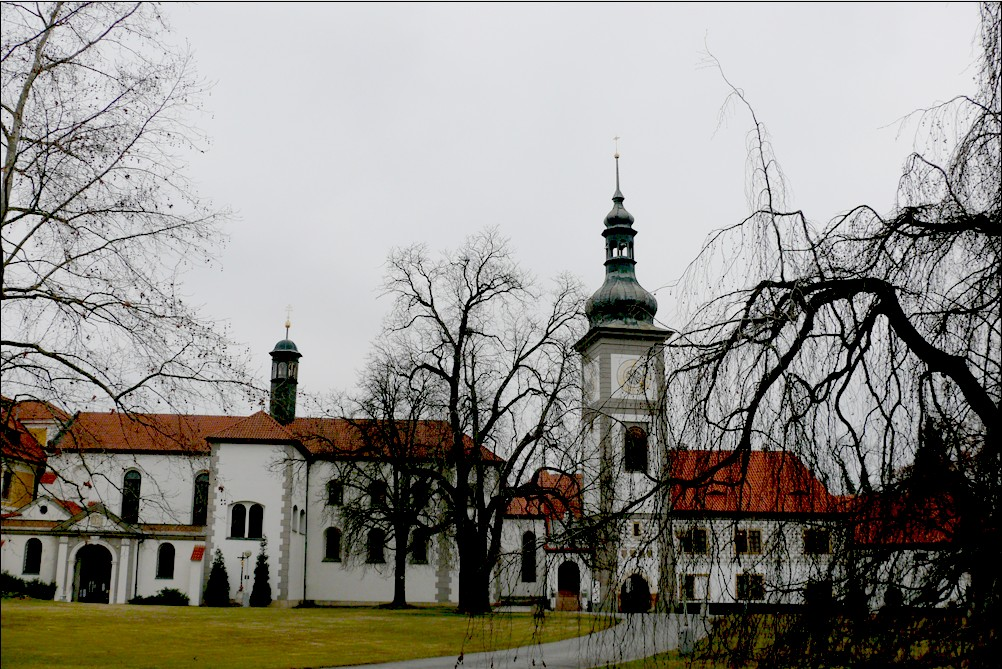
Kostel svatého Jakuba Většího (vlevo) a zámecká věž s budovou bývalého konventu (vpravo)

Kostel svatého Jakuba Většího na Zbraslavi je původně středověký kostel na území dnešní pražské čtvrti Zbraslav, který patřil k areálu Zbraslavského kláštera a s ním také sdílel jeho osudy. V rámci pravidelných bohoslužeb je běžně přístupný veřejnosti. V kostele jsou umístěny ostatky posledních přemyslovských králů a také deskový obraz Madony ze Zbraslavi, obrazy Karla Škréty a Petra Brandla.

## Historie
Poprvé se Zbraslav zmiňuje roku 1115, kdy byla knížetem Vladislavem I. darována kladrubskému klášteru, a ten zde zřídil proboštství. Ve 13. století byla Zbraslav v majetku pražského biskupa a s ním ji za jiné statky vyměnil král Přemysl Otakar II., který si zde nechal vybudovat lovecký dvůr. Jeho syn Václav II. se rozhodl roku 1291 pro založení kláštera cisterciáckého řádu, který měl údajně ve velké oblibě. V době příchodu zakládajícího konventu na Zbraslavi již stála kaple sv. Jakuba Většího, která byla využívána cisterciáky jako místo bohoslužeb. Nový klášter byl také plánován jako královská nekropole a tuto funkci dočasně suplovala právě Jakubova kaple, protože stavba konventního chrámu trvala několik let.
Dobu rozkvětu vystřídal úpadek a zkáza. Z  velkolepého cisterciáckého opatství, jehož opati měli významný vliv na politiku Českého království, se výměnou vládnoucí dynastie a přesunem královského pohřebiště do katedrály sv. Víta stal klášterem druhořadého významu. Zle jej poničili husité.  Své stopy zde zanechalo i švédské vojsko. Po skončení třicetileté války začal klášter znovu prosperovat a roku 1654 byl vysvěcen nově postavený opatský kostel sv. Jakuba.

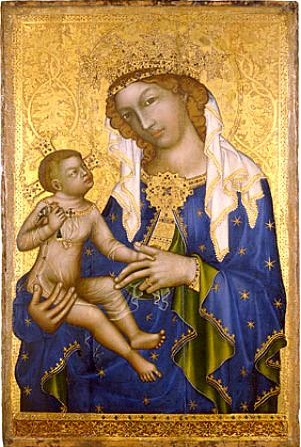
Zbraslavská madona (deskový obraz vzniklý okolo roku 1350)

Kostel byl v původní podobě vystavěn v gotickém stylu, v polovině 17. století došlo k jeho rozšíření a přebudování podle raně barokního slohu. Koncem 19. století byla v kostele skřínka s královskými pozůstatky, z  nichž byly antropologem Emanuelem Vlčkem identifikovány ostatky Václava II., štědré donátorky kláštera Elišky Přemyslovny a zřejmě jednoho z  Eliščiných dvojčat – dcerky Elišky. 23. června 1991 byly přemyslovské ostatky znovu slavnostně pohřbeny do hrobu v podlaze u vstupu do presbyteria.  Od roku 1995 je kostel národní kulturní památkou.

## Vnitřní výzdoba
Součástí vnitřní výzdoby je obraz Nanebevzetí Panny Marie, jejž namaloval Giovanni Battista Piazzetta v letech 1743 až 1744. Kromě něj se v kostele nachází kopie jednoho z nejlepších děl českého gotického malířství, Zbraslavské madony, jež je umístěna na oltáři jižní lodi kostela sv. Jakuba a socha Madony z  Rouchovan dnes společně s originálem Zbraslavské madony vystavená v Národní galerii v Anežském klášteře. Výzdobu doplňují obrazy Petra Brandla a Karla Škréty. U vstupu do presbyteria stojí pomník Přemysla Oráče, jehož autory jsou Jan Štursa a Pavel Janák.
Zbraslavská madona je deskový obraz s polofigurou Panny Marie s dítětem, dílo výjimečné kvality z poloviny 14. století, namalované lazurovou technikou v modrozelených barvách na bukovém dřevě. Obraz je veliký 89×60×5cm a ikonografický rozbor nevylučuje spojitost s osobou Karla IV.